# Tirzepatida
Tirzepatida (nome comercial: Mounjaro) é um fármaco utilizado para o tratamento da obesidade e diabetes tipo 2. É administrado por via subcutânea. A droga atua como agonista dos receptores GIP (polipéptido insulinotrópico dependente de glucose) e GLP-1 (peptídeo 1 tipo glucagon).

## Mecanismo de ação
A tirzepatida atua no cenário de uma refeição envolvendo os hormônios GLP-1 e GIP que são liberados após a alimentação. GLP-1 incrementa a liberação de insulina e retarda o esvaziamento gástrico. Quem tem diabetes pode ter uma redução da secreção de GLP-1 após a refeição. Assim pode atuar na sensação de saciedade alimentar, por mecanismos de controle de anorexia via cerebral e controle de glicemia.